# Световое перо

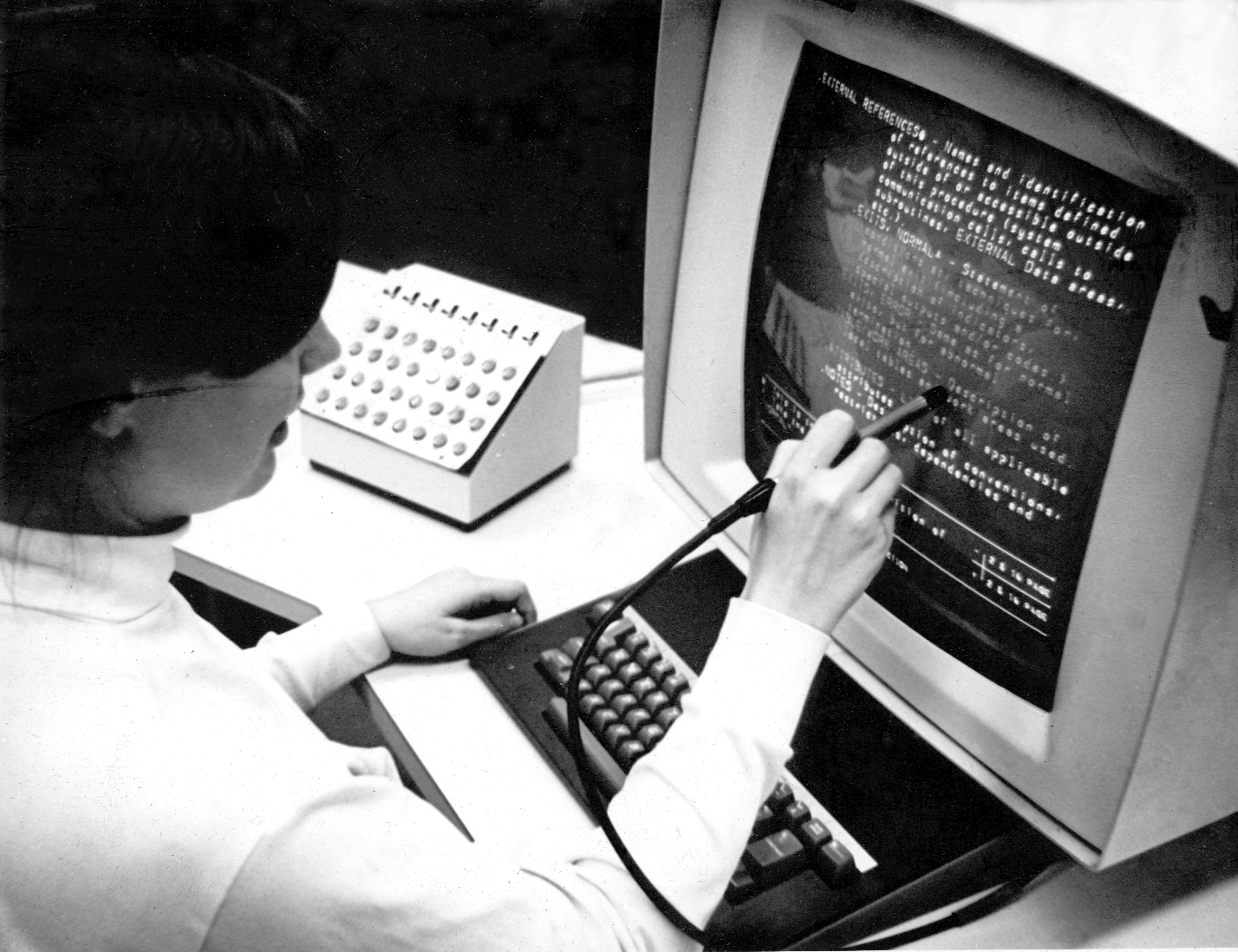
Световое перо (1969)

Светово́е перо́ (англ. light pen) — один из видов указательных устройств, которое может использоваться совместно с ЭЛТ-монитором.

## История
Световое перо можно считать предшественником технологии сенсорного экрана. Оно было впервые создано в 1955 году в рамках проекта Whirlwind Массачусетского технологического института (MIT) — военного компьютера на электронных лампах времен холодной войны. Перо позволяло пользователям точно выбирать отдельные пиксели на экране, а также рисовать и взаимодействовать с элементами меню почти так же, как пользователи взаимодействуют с сенсорными дисплеями. Световое перо стало обычным явлением в 1960-х годах на графических терминалах, таких как IBM 2250, а также было доступно для текстовых терминалов. Оно также стало популярным в 1980-х годах для домашних компьютеров, таких как 8-битные компьютеры Atari и Commodore. Однако концепция работы светового пера не совместима с современными ЖК-экранами и, как следствие, это устройство ввода со временем прекратило существование.

## Принцип действия
Световое перо имеет вид шариковой ручки или карандаша, соединённого проводом с одним из портов ввода-вывода (или видеоадаптером) компьютера. Ввод данных с его помощью заключается в прикосновениях или проведении линий пером по поверхности экрана монитора, с использованием кнопок, имеющихся на пере, или без таковых.

### Определение положения на экране
В наконечнике пера установлен фотоэлемент, замеряющий яркость свечения экрана в точке соприкосновения и регистрирующий момент наибольшей яркости, соответствующий моменту прохода электронного луча. Координаты экрана, куда в этот момент направлен луч, снимаются с видеоадаптера (или приблизительно вычисляются по времени от некоторого синхронного события, например, от прерывания по началу обратного хода луча). В идеальном случае перо является частью видеоадаптера, и в нужный момент координаты записываются в специальный регистр, доступный программному обеспечению.
Хоть световое перо работает с любыми ЭЛТ-экранами, в люминофор экранов, изначально предназначенных для работы с ним, вводят компоненты, светящиеся в невидимом инфракрасном диапазоне, для повышения надежности работы.
Если перо не направлено на экран (или направлено в его нерабочую часть), то положение пера считается неопределенным, что также может быть использовано программой.

### Дополнительные элементы
На пере имеется одна или несколько кнопок, которые могут нажиматься рукой, удерживающей перо, и интерпретироваться программным обеспечением по своему усмотрению. Например, аналогично кнопкам компьютерной мыши.

## Использование
Световое перо было распространено во время распространения графических карт стандарта EGA, которые обычно имели разъём для подключения светового пера. Световое перо невозможно использовать с обычными ЖК-мониторами, так как определение координат пера на экране напрямую связано с принципом работы электронно-лучевой трубки, применяемой для формирования изображения в мониторах того времени.
Световое перо работает, обнаруживая изменение яркости соседних пикселей, что указывает на то, что электронный луч ЭЛТ сканирует эту область; Затем он отправляет время этого события на компьютер, который затем сравнивает эту информацию с отметкой времени последнего сканирования электронным лучом, позволяя компьютеру определить точное местоположение пера.

## Примечание
1. ↑  Суровцев, Артём. Военные США придумали световое перо, а теперь это Apple Pencil. Как 60 лет назад появился первый в мире стилус. iPhones.ru —  Новости высоких технологий, обзоры смартфонов, презентации Apple (30 июня 2021). Дата обращения: 9 января 2025.
2. 1 2  What is a Light Pen? - Definition from Techopedia (англ.). Techopedia.com. Дата обращения: 4 октября 2022. Архивировано 7 октября 2022 года.
3. ↑  Что такое световое перо. mcgrp.ru. Дата обращения: 9 января 2025.